# Bactrocera satanellus
Bactrocera satanellus är en tvåvingeart som först beskrevs av Erich Martin Hering 1941.  Bactrocera satanellus ingår i släktet Bactrocera och familjen borrflugor. Inga underarter finns listade.